# Episodi de La squadra del cuore (seconda stagione)
La seconda stagione della serie televisiva La squadra del cuore è stata trasmessa in anteprima negli Stati Uniti d'America dalla NBC tra il 7 settembre 1996 e il 30 novembre 1996.
| nº | Titolo originale            | Titolo italiano | Prima TV USA      | Prima TV Italia |
| -- | --------------------------- | --------------- | ----------------- | --------------- |
| 1  | Winning Isn't Everything    |                 | 7 settembre 1996  |                 |
| 2  | Just One of the Guys        |                 | 14 settembre 1996 |                 |
| 3  | Harvest Moon                |                 | 21 settembre 1996 |                 |
| 4  | The Sure Thing              |                 | 28 settembre 1996 |                 |
| 5  | War of the Roses            |                 | 5 ottobre 1996    |                 |
| 6  | Short Cuts                  |                 | 12 ottobre 1996   |                 |
| 7  | Fake ID-ology               |                 | 19 ottobre 1996   |                 |
| 8  | When Loss Is Gain           |                 | 26 ottobre 1996   |                 |
| 9  | Style Before Substance      |                 | 2 novembre 1996   |                 |
| 10 | Son-in-Law                  |                 | 9 novembre 1996   |                 |
| 11 | Superman Brodis             |                 | 16 novembre 1996  |                 |
| 12 | Green-Eyed Julie            |                 | 23 novembre 1996  |                 |
| 13 | The Best Game of the Season |                 | 30 novembre 1996  |                 |